# 땅 (영화)
땅은 한국에서 제작된 김동혁 감독의 1966년 영화이다. 이대엽 등이 주연으로 출연하였고 박의순 등이 제작에 참여하였다.

## 출연

### 주연
- 이대엽
- 김승호
- 황정순

## 제작진
- 조명: 이석천
- 미술: 홍성칠